# 685
Năm 685 là một năm trong lịch Julius.